# Léonidas Baron
Pour les articles homonymes, voir Baron.
Léonidas Baron est un homme politique français né le 20 janvier 1802 à Fontenay-le-Comte (Vendée) et décédé le 8 mars 1884 à Fontenay-le-Comte.
Avocat, il est député de la Vendée de 1844 à 1848, siégeant dans l'opposition de gauche à la Monarchie de Juillet, au sein du groupe emmené par Dupont de l'Eure.

## Sources
- « Dictionnaire des parlementaires français de 1789 à 1889 (Adolphe Robert, Edgar Bourloton et Gaston Cougny) », sur gallica BNF (consulté le 4 janvier 2014)